# Ragnhild Kostøl
Ragnhild Kostol-Haug, née le 25 mai 1965 à Oslo, est une coureuse cycliste norvégienne.

## Biographie
En 1996, elle est 18e de la course en ligne des Jeux olympiques d'Atlanta, et en l'an 2000, elle finit 22e du VTT cross-country des Jeux olympiques de Sydney.

## Palmarès sur route[1]

### Palmarès par années
- 1991
  -  Championne de Norvège sur route
- 1993
  - 2e du championnat de Norvège sur route
- 1996
  - Prix de la Ville du Mont Pujols
  - 2e du championnat de Norvège sur route
  - 2e du championnat de Norvège du contre-la-montre
- 1998
  - 3e du championnat de Norvège sur route
- 1999
  -  Championne de Norvège sur route

## Palmarès en VTT
- 2000
  -  Championne de Norvège de cross-country
- 2001
  - 2e du championnat de Norvège de cross-country
- 2002
  - 2e du championnat de Norvège de cross-country